# فيلبانت

خريطة فيلبانت

فيلبانت (Villepinte) بلدية تقع في شمال شرق ضواحي باريس عاصمة فرنسا، وهي تقع على بعد 18.3 كم (11.4 ميل) من وسط باريس.

## أعلام
- إبراهيما تراوريه
- ألو ديارا
- سعيد التغماوي
- سيغاماري ديارا
- بوكاري درامي